# Canton de Troarn
Le canton de Troarn est une division administrative française située dans le département du Calvados et la région Normandie.
À la suite du redécoupage cantonal de 2014, les limites territoriales du canton sont remaniées. Le nombre de communes du canton passe de 17 à 29.

## Histoire
L'arrêté du 6 brumaire an X (28 octobre 1801) crée le canton de Troarn, section de l'arrondissement de Caen. Il est alors constitué de trente-quatre communes. Certaines communes disparaissent dans les années 1820 : en 1826, le Buisson (réunie à Merville-Franceville-Plage), le Mesnil Frementel (réunie à Cagny) et Saint-Pierre-Oursin (réunie à Vimont) et, en 1828, Lirose (réunie à Sannerville), Guillerville et Manneville (réunies à Banneville-la-Campagne).
En 1829, sont incorporées au canton de Troarn la commune de Canteloup, détachée du canton de Mézidon-Canon, ainsi que les communes de Cléville et de Saint-Pierre-du-Jonquet séparées de celui de Cambremer.
De 1833 à 1848, les cantons de Troarn et de Bourguébus avaient le même conseiller général. Le nombre de conseillers généraux était limité à trente par département.
En 1972, la commune de Bures est incorporée à Troarn et en 1974 celle de Robehomme à Bavent. Par un décret du 26 janvier 1982, douze communes (Amfreville, Bavent, Bréville-les-Monts, Cabourg, Colombelles, Escoville, Gonneville-en-Auge, Hérouvillette, Merville-Franceville-Plage, Petiville, Ranville, Varaville) sont détachées du canton de Troarn pour former le canton de Cabourg.
Un nouveau découpage territorial du Calvados entre en vigueur en mars 2015, défini par le décret du 17 février 2014, en application des lois du 17 mai 2013 (loi organique 2013-402 et loi 2013-403). Les conseillers départementaux sont, à compter de ces élections, élus au scrutin majoritaire binominal mixte. Les électeurs de chaque canton élisent au conseil départemental, nouvelle appellation du conseil général, deux membres de sexe différent, qui se présentent en binôme de candidats. Les conseillers départementaux sont élus pour 6 ans au scrutin binominal majoritaire à deux tours, l'accès au second tour nécessitant 12,5 % des inscrits au 1er tour. En outre la totalité des conseillers départementaux est renouvelée. Ce nouveau mode de scrutin nécessite un redécoupage des cantons dont le nombre est divisé par deux avec arrondi à l'unité impaire supérieure si ce nombre n'est pas entier impair, assorti de conditions de seuils minimaux. Dans le Calvados, le nombre de cantons passe ainsi de 49 à 25. La composition du canton de Troarn est modifiée.

## Géographie
Ce canton est organisé autour de Troarn dans les arrondissements de Caen et de Lisieux. Son altitude varie de 2 m à 94 m (Conteville).

## Représentation

### Conseillers d'arrondissement (de 1833 à 1940)
| Période                                  | Période      | Identité                                                           | Étiquette                      | Qualité |
| ---------------------------------------- | ------------ | ------------------------------------------------------------------ | ------------------------------ | --- |
| 1833                                     | 1839         | Comte Pierre François Raoul Delaistre (1774-1838)                  |                                | Propriétaire, maire de Colombelles                                                                               |
| 1839                                     | 1845         | Vicomte Théodore Guillaume Marc de Saint-Pierre (1785-1861)        |                                | Propriétaire à Saint-Pierre-du-Fresne                                                                            |
| 1845                                     | 1848         | M. Duhamel                                                         |                                | Propriétaire à Troarn, ancien juge de paix                                                                       |
| 1848                                     | 1855         | Pierre Damphernet (1790-1869)                                      |                                | Propriétaire à Bréville-les-Monts                                                                                |
| 1855                                     | 1871         | Alphonse-Désiré Desloges                                           | Appel au peuple (bonapartiste) | Propriétaire à Janville                                                                                          |
| 1871                                     | 1892         | Édouard-Adolphe-Victor, baron de Billeheust d'Argenton (1832-1901) |                                | Maire d'Hérouvillette, ancien chef d'escadron de cavalerie                                                       |
| 1892                                     | 1895         | Comte Marcel Le Bègue de Germiny                                   |                                | Acteur, auteur dramatique et parolier, connu sous le pseudonyme de Maxime Gray, propriétaire à Bavent et à Paris |
| 1895                                     | 1899         | Paul Delarbre                                                      | Républicain                    | Propriétaire du château de Manneville à Banneville-la-Campagne, député (1902-1906)                               |
| 1899                                     | 1904 (décès) | Benoit Deléan (1829-1904)                                          |                                | Manufacturier à Argences, président du conseil d'arrondissement                                                  |
| 1904                                     | 1910 (décès) | Félix Fontaine                                                     | Libéral                        | Maire de Janville                                                                                                |
| 1910                                     | 1919         | Désiré Lepetit (1853-1924)                                         | Radical                        | Propriétaire, maire d'Argences                                                                                   |
| 1919                                     | 1922         | André Gourmez                                                      |                                | Maire d'Argences                                                                                                 |
| 1922                                     | 1931         | Edmond Callouet                                                    | Union républicaine             | Conseiller municipal d'Argences                                                                                  |
| 1931                                     | 1940         | Albert Joly                                                        | RG                             | Propriétaire, maire de Saint-Pair                                                                                |
| 1940                                     |              |                                                                    |                                | Les conseils d'arrondissement ont été suspendus par la loi du 12 octobre 1940 et n'ont jamais été réactivés      |
| Les données manquantes sont à compléter. |              |                                                                    |                                | |

### Conseillers généraux de 1833 à 2015
| Période | Période                    | Identité                                            | Étiquette                                             | Qualité |
| ------- | -------------------------- | --------------------------------------------------- | ----------------------------------------------------- | --- |
| 1833    | 1835 (décès)               | Louis Marie Fouques-Desmarais                       |                                                       | Avocat à Bréville |
| 1835    | 1842                       | Adrien Louis Armand Morin de Banneville (1785-1856) |                                                       | Maire de Banneville |
| 1842    | 1848                       | Comte Laurent Borgarelli d'Ison                     |                                                       | Ancien chef de bataillon au 38e régiment d'infanterie de ligne, maire d'Airan                                                                                           |
| 1848    | 1852                       | Adrien-Armand, Marquis Morin de Banneville          |                                                       | Maire de Banneville-la-Campagne |
| 1852    | 1871                       | Henri-Gabriel-Marie Le Bègue de Germiny             | Majorité dynastique                                   | Maire de Bavent, député (1869-1870) |
| 1871    | 1899 (décès)               | Alphonse-Désiré Desloges                            | Appel au peuple (bonapartiste) puis Union des droites | Propriétaire-agriculteur, député (1878-1881 et 1885-1889), maire de Janville, conseiller d'arrondissement                                                               |
| 1899    | 1936 (décès)               | Paul Delarbre                                       | RG                                                    | Propriétaire à Caen et à Banneville-la-Campagne, conseiller d'arrondissement, député (1902-1906)                                                                        |
| 1936    | 1936 (décès)               | Jacques Delarbre (fils du précédent)                | RG                                                    | Attaché au cabinet d'Henry Chéron, ministre |
| 1936    | 1940 (déchu de son mandat) | Charles Daufresne                                   | SFIO puis PC-SFIC                                     | Médecin à Honfleur, révoqué par le gouvernement de Vichy |
|         |                            |                                                     |                                                       | |
| 1945    | 1951                       | Adrien Rophé                                        | SFIO puis DVG                                         | Industriel à Cabourg, député (1945-1946) |
| 1951    | 1976                       | Pierre Martin                                       | RPF puis RS puis UDR puis RPR                         | Médecin à Troarn |
| 1976    | 1979 (démission)           | Jean-Claude Fissoun                                 | PS puis DVG                                           | Postier à Troarn |
| 1979    | 1982                       | Jean-Louis Fouque (1935-2013)                       | PCF                                                   | Dessinateur puis agent technique EDF, maire-adjoint de Colombelles (1977-1994)                                                                                          |
| 1982    | 1988                       | Jean Besse                                          | PS                                                    | Député au Parlement européen (1984-1989) |
| 1988    | 1994                       | Bernard Loing                                       | PS                                                    | Professeur d'université, ancien directeur de cabinet du ministre des Postes et Télécommunications (1981-1986)                                                           |
| 1994    | 2015                       | Christian Piélot                                    | PS                                                    | Fonctionnaire, maire puis maire délégué de Sannerville (1989-2018), suppléant du député Louis Mexandeau (1997-2002) Suppléant de la députée Laurence Dumont (2012-2022) |

Le canton participe à l'élection du député de la deuxième circonscription du Calvados.

### Représentation à partir de 2015
| Période élective | Période élective | Mandat | Mandat   | Identité          | Nuance | Nuance | Qualité                                                         |
| ---------------- | ---------------- | ------ | -------- | ----------------- | ------ | ------ | --------------------------------------------------------------- |
| 2015             | 2021             | 2015   | 2021     | Coralie Arruego   |        | PRG    | Maire de Chicheboville puis de Moult-Chicheboville              |
| 2015             | 2021             | 2015   | 2021     | Christian Piélot  |        | PS     | Maire de Sannerville (1989-2016) puis maire délégué (2016-2018) |
| 2021             | 2028             | 2021   | en cours | Angélique Lemière |        | DVC    | Chargée de clientèle, Moult-Chicheboville                       |
| 2021             | 2028             | 2021   | en cours | Ludovic Robert    |        | DVC    | Formateur en informatique, maire de Démouville                  |

### Résultats détaillés

#### Élections de mars 2015
À l'issue du 1er tour des élections départementales de 2015, trois binômes sont en ballottage : Coralie Arruego et Christian Piélot (Union de la Gauche, 35,02 %), Sophie de Gibon et Patrice Martin (Union de la Droite, 27,77 %) et Marie-Françoise Lebœuf et Christophe Mal (FN, 27,71 %). Le taux de participation est de 51,3 % (10 780 votants sur 21 013 inscrits) contre 51,43 % au niveau départemental et 50,17 % au niveau national.
Au second tour, Coralie Arruego et Christian Piélot (Union de la Gauche) sont élus avec 42,68 % des suffrages exprimés et un taux de participation de 51,96 % (4 461 voix pour 10 913 votants et 21 003 inscrits).
Coralie Arruego est membre du MRSL.

#### Élections de juin 2021
Le premier tour des élections départementales de 2021 est marqué par un très faible taux de participation (33,26 % au niveau national). Dans le canton de Troarn, ce taux de participation est de 32,22 % (7 223 votants sur 22 417 inscrits) contre 34,31 % au niveau départemental. À l'issue de ce premier tour, deux binômes sont en ballottage : Stéphane Amilcar et Julie Lecoq (Union à gauche avec des écologistes, 31,18 %) et Angélique Lemière et Ludovic Robert (DVC, 30,73 %).
Le second tour des élections est marqué une nouvelle fois par une abstention massive équivalente au premier tour. Les taux de participation sont de 34,3 % au niveau national, 34,65 % dans le département et 31,19 % dans le canton de Troarn. Angélique Lemière et Ludovic Robert (DVC) sont élus avec 53,63 % des suffrages exprimés (3 412 voix pour 6 995 votants et 22 425 inscrits),,.

## Composition

### Composition avant 2015

Situation du canton dans l'arrondissement de Caen.

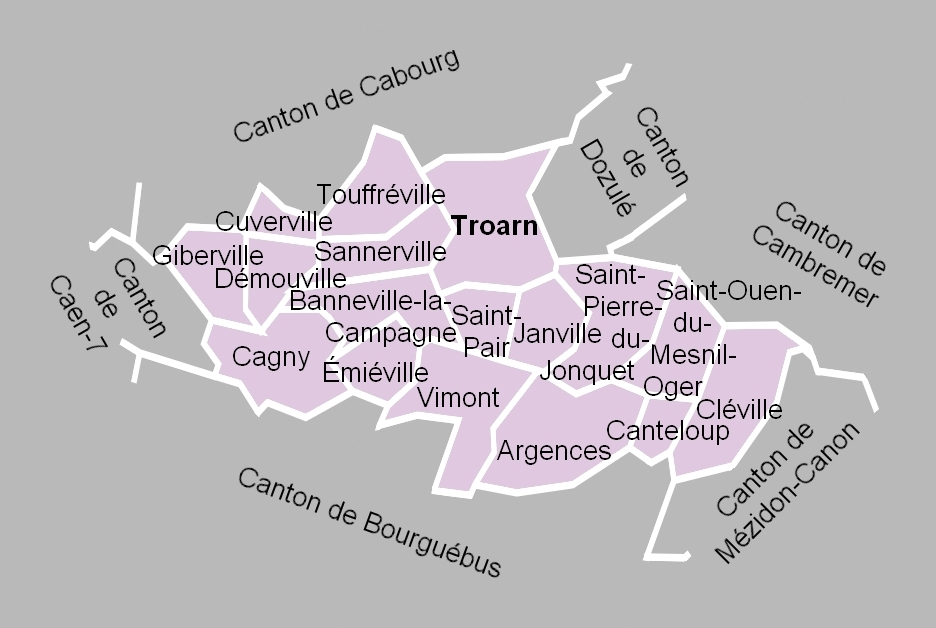
La carte des communes de l'ancien canton. Les cantons limitrophes étaient ceux de Cabourg, de Dozulé, de Cambremer, de Mézidon-Canon, de Bourguébus et de Caen-7.

Le canton de Troarn comptait dix-sept communes.
| Nom                       | Code Insee | Codepostal | Superficie (km2) | Population (dernière pop. légale) | Densité (hab./km2) |
| ------------------------- | ---------- | ---------- | ---------------- | --------------------------------- | ------------------ |
| Troarn (chef-lieu)        | 14712      | 14670      | 11,53            | 3 639 (2012)                      | 316                |
| Argences                  | 14020      | 14370      | 9,76             | 3 596 (2012)                      | 368                |
| Banneville-la-Campagne    | 14036      | 14940      | 6,44             | 139 (2012)                        | 22                 |
| Cagny                     | 14119      | 14630      | 8,46             | 1 469 (2012)                      | 174                |
| Canteloup                 | 14134      | 14370      | 2,32             | 203 (2012)                        | 88                 |
| Cléville                  | 14163      | 14370      | 8,53             | 361 (2012)                        | 42                 |
| Cuverville                | 14215      | 14840      | 2,01             | 2 044 (2012)                      | 1 017              |
| Démouville                | 14221      | 14840      | 3,56             | 3 297 (2012)                      | 926                |
| Émiéville                 | 14237      | 14630      | 3,92             | 584 (2012)                        | 149                |
| Giberville                | 14301      | 14730      | 5,00             | 4 972 (2012)                      | 994                |
| Janville                  | 14344      | 14670      | 4,44             | 365 (2012)                        | 82                 |
| Saint-Ouen-du-Mesnil-Oger | 14637      | 14670      | 5,89             | 210 (2012)                        | 36                 |
| Saint-Pair                | 14640      | 14670      | 3,28             | 226 (2012)                        | 69                 |
| Saint-Pierre-du-Jonquet   | 14651      | 14670      | 8,17             | 206 (2012)                        | 25                 |
| Sannerville               | 14666      | 14940      | 5,14             | 1 756 (2012)                      | 342                |
| Touffréville              | 14698      | 14940      | 5,75             | 265 (2012)                        | 46                 |
| Vimont                    | 14761      | 14370      | 8,96             | 739 (2012)                        | 82                 |

À la suite du redécoupage des cantons pour 2015, toutes les communes à l'exception de Giberville sont rattachées au nouveau canton de Troarn. Giberville est intégrée au nouveau canton d'Ifs.

#### Anciennes communes
Les anciennes communes suivantes étaient incluses dans le territoire du canton de Troarn antérieur à 2015 (voir aussi l'historique des limites cantonales ci-dessus) :
- Le Mesnil-Frémentel, absorbée en 1826 par Cagny.
- Saint-Pierre-Oursin, absorbée en 1826 par Vimont.
- Guillerville et Manneville, absorbées en 1828 par Banneville-la-Campagne.
- Lirose, absorbée en 1828 par Sannerville.
- Héritot et Hernetot, absorbées en 1833 par Saint-Ouen-du-Mesnil-Oger.
- Rupierre, absorbée en 1833 par Saint-Pierre-du-Jonquet.

Le canton comprenait également une commune associée :
- Bures-sur-Dives, associée à Troarn depuis 1972.

### Composition après 2015
Le canton de Troarn comprenait vingt-neuf communes entières à sa création.
À la suite de la fusion, au 1er janvier 2017, d'Airan, de Billy, de Conteville, de Fierville-Bray et de Poussy-la-Campagne pour former la commune de Valambray, de Moult et de Chicheboville pour former la commune de Moult-Chicheboville, le nombre de communes descend à 24.
| Nom                            | Code Insee | Intercommunalité                 | Superficie (km2) | Population (dernière pop. légale) | Densité (hab./km2) | Modifier                                    |
| ------------------------------ | ---------- | -------------------------------- | ---------------- | --------------------------------- | ------------------ | ------------------------------------------- |
| Troarn (bureau centralisateur) | 14712      | CU Caen la Mer                   | 11,53            | 3 442 (2022)                      | 299                | modifier les données · modifier les données |
| Argences                       | 14020      | CC Val ès dunes                  | 9,76             | 3 940 (2022)                      | 404                | modifier les données · modifier les données |
| Banneville-la-Campagne         | 14036      | CC Val ès dunes                  | 6,44             | 188 (2022)                        | 29                 | modifier les données · modifier les données |
| Bellengreville                 | 14057      | CC Val ès dunes                  | 10,15            | 1 474 (2022)                      | 145                | modifier les données · modifier les données |
| Cagny                          | 14119      | CC Val ès dunes                  | 8,46             | 2 075 (2022)                      | 245                | modifier les données · modifier les données |
| Canteloup                      | 14134      | CC Val ès dunes                  | 2,32             | 189 (2022)                        | 81                 | modifier les données · modifier les données |
| Cesny-aux-Vignes               | 14149      | CC Val ès dunes                  | 4,19             | 419 (2022)                        | 100                | modifier les données · modifier les données |
| Cléville                       | 14163      | CC Val ès dunes                  | 8,53             | 391 (2022)                        | 46                 | modifier les données · modifier les données |
| Cuverville                     | 14215      | CU Caen la Mer                   | 2,01             | 2 273 (2022)                      | 1 131              | modifier les données · modifier les données |
| Démouville                     | 14221      | CU Caen la Mer                   | 3,56             | 3 017 (2022)                      | 847                | modifier les données · modifier les données |
| Émiéville                      | 14237      | CC Val ès dunes                  | 3,92             | 626 (2022)                        | 160                | modifier les données · modifier les données |
| Escoville                      | 14246      | CC Normandie-Cabourg-Pays d'Auge | 5,18             | 851 (2022)                        | 164                | modifier les données · modifier les données |
| Frénouville                    | 14287      | CC Val ès dunes                  | 6,45             | 2 022 (2022)                      | 313                | modifier les données · modifier les données |
| Janville                       | 14344      | CC Val ès dunes                  | 4,44             | 385 (2022)                        | 87                 | modifier les données · modifier les données |
| Moult-Chicheboville            | 14456      | CC Val ès dunes                  | 17,80            | 3 404 (2022)                      | 191                | modifier les données · modifier les données |
| Ouézy                          | 14482      | CC Val ès dunes                  | 4,55             | 232 (2022)                        | 51                 | modifier les données · modifier les données |
| Saint-Ouen-du-Mesnil-Oger      | 14637      | CC Val ès dunes                  | 5,89             | 227 (2022)                        | 39                 | modifier les données · modifier les données |
| Saint-Pair                     | 14640      | CC Val ès dunes                  | 3,28             | 245 (2022)                        | 75                 | modifier les données · modifier les données |
| Saint-Pierre-du-Jonquet        | 14651      | CC Val ès dunes                  | 8,17             | 291 (2022)                        | 36                 | modifier les données · modifier les données |
| Saint-Samson                   | 14657      | CC Normandie-Cabourg-Pays d'Auge | 3,66             | 313 (2022)                        | 86                 | modifier les données · modifier les données |
| Sannerville                    | 14666      | CU Caen la Mer                   | 5,14             | 1 884 (2022)                      | 367                | modifier les données · modifier les données |
| Touffréville                   | 14698      | CC Normandie-Cabourg-Pays d'Auge | 5,75             | 391 (2022)                        | 68                 | modifier les données · modifier les données |
| Valambray                      | 14005      | CC Val ès dunes                  | 41,16            | 1 672 (2022)                      | 41                 | modifier les données · modifier les données |
| Vimont                         | 14761      | CC Val ès dunes                  | 8,96             | 884 (2022)                        | 99                 | modifier les données · modifier les données |
| Canton de Troarn               | 1424       |                                  | 191,30           | 30 835 (2022)                     | 161                | modifier les données                        |

## Démographie

### Démographie avant 2015
| 1962  | 1968   | 1975   | 1982   | 1990   | 1999   | 2006   | 2011   | 2012   |
| ----- | ------ | ------ | ------ | ------ | ------ | ------ | ------ | ------ |
| 9 649 | 11 491 | 13 266 | 18 189 | 20 263 | 21 625 | 22 844 | 23 949 | 24 071 |

### Démographie depuis 2015
En 2022, le canton comptait 30 835 habitants, en évolution de +3,96 % par rapport à 2016 (Calvados : +1,58 %, France hors Mayotte : +2,11 %).
| 2013   | 2018   | 2022   |
| ------ | ------ | ------ |
| 28 926 | 30 175 | 30 835 |